# 汾州
汾州，中國北魏時設置的州。

## 沿革

### 北朝
北魏太和十二年（488年），改吐京鎮為汾州，治吐京郡蒲子城（今山西省隰縣），領四郡：吐京郡、西河郡、五城郡、定陽郡。孝昌二年（526年），吐京、五城、定陽三郡陷於吐京胡，寄治於西河郡，州治遷至西河郡隰城縣茲氏城（今山西省汾陽市）。
北齊初，改汾州為南朔州。

### 唐宋
唐朝武德三年（620年），改浩州（領隰城、永安二縣）復置汾州，割并州文水縣屬汾州。貞觀元年（627年），廢介州，其所領介休、平遙二縣改屬汾州，文水縣還屬并州，改永安縣為孝義縣。貞觀十七年（643年），廢吕州，其所領靈石縣改屬汾州。至此，汾州領五縣：隰城、孝義、介休、平遙、靈石。天寶元年（742年），改汾州為西河郡。至德元載（756年），西河郡隸河東節度使。
乾元元年（758年），復西河郡為汾州。上元元年（760年），改隰城縣為西河縣。興元元年（784年），改河東節度使為保寧軍節度使，汾州仍隸之。貞元三年（787年），復保寧軍節度使為河東節度使，汾州仍隸之。
| 唐朝汾州辖县 | 唐朝汾州辖县                                                       |
| ------------ | ------------------------------------------------------------------ |
| 620年        | 隰城县、永安县（文水县来属）                                       |
| 623年        | 隰城县、永安县（文水县改属并州）                                   |
| 624年        | 隰城县、永安县（文水县来属）                                       |
| 627年        | 隰城县、永安县（改为孝义县）（介休县、平遥县来属，文水县改属并州） |
| 643年        | 隰城县、孝义县、介休县、平遥县（灵石县来属）                       |
| 760年        | 隰城县（改为西河县）、孝义县、介休县、平遥县、灵石县               |

五代十國時期，汾州先後為晉王（907年－923年）、後唐（923年－936年）、後晉（936年－938年）、契丹（938年－944年）、後晉（944年－946年）、契丹（946年－947年）、後漢（947年－951年）、北漢（951年－954年）、後周（954年）、北漢（954年－979年）的領土。北漢初，汾州改隸汾州節度使。
北宋太平興國四年（979年），佔領汾州，屬河東路。熙寧五年（1072年），孝義縣併入介休縣。元祐元年（1086年），復置孝義縣。至此，汾州領五縣：西河、孝義、介休、平遙、靈石。

### 金元明
金朝天會四年（1126年），佔領汾州。天會七年（1129年），升汾州為節鎮，軍名為汾陽軍，隸河東北路。貞祐三年（1215年），靈石縣改屬霍州。貞祐四年（1216年），霍州靈石縣、石州溫泉縣改屬汾州。至此，汾州領六縣：西河、孝義、介休、平遙、靈石、溫泉。興定二年（1218年），汾州陷於大蒙古國。
大蒙古國時期，置汾州元帥府，分靈石縣置小靈石縣，靈石縣改屬平陽路霍州，介休、平遙二縣改屬太原府。後廢元帥府，汾州屬太原路。至元二年（1265年），小靈石縣併入介休縣，太原路介休、平遙二縣屬汾州。至元三年（1266年），廢溫泉縣，轄區分屬孝義縣、晉寧路隰州隰川縣。至此，汾州領四縣：西河、孝義、介休、平遙。大德九年（1305年），改太原路為冀寧路，汾州仍屬之。
明朝洪武二年（1369年），佔領冀寧路，改為太原府，汾州仍屬之，省附郭西河縣入本州。洪武九年（1376年），汾州直隸於山西等處承宣布政使司。萬曆二十三年（1595年），升汾州為汾州府。

## 長官
北朝汾州刺史（488年－550年代）
- 元彬（？－499年）[12]
- 李彪（501年追贈）[13]
- 封回（？－516年）[14]
- 趙遐（516年－？）[15]
- 薛懷吉（520年－523年）[16]
- 元景和（？－526年）
- 裴良（526年－？）[17]
- 高暉[18]
- 万俟洛[19]
- 尒朱兆（529年－530年）[20]
- 高市貴（530年－？）[21]
- 張瓊[22]
- 斛律金（532年－543年）[23]
- 賀拔仁（？－547年）[24]
- 侯莫陳相（東魏－北齊）[21]

唐朝汾州刺史（620年－742年，758年－907年）
- 蕭顗（620年－623年）
- 段會（623年－？）
- 独孤义恭（武德年间）
- 崔顺（武德、贞观年间）
- 楊譽（贞观年间）
- 裴思質（贞观年间）
- 苑孝文（贞观年间）
- 于德芳（贞观年间）
- 冉仁德（644年見任）
- 元禮臣（贞观末年）
- 蕭銳（唐高宗初年）
- 元武榮（654年之前）
- 武元慶（唐高宗时）
- 阎嘉宾（唐高宗时）
- 李襲志（唐高宗时）
- 陳賢德（唐高宗时）
- 王詮（唐高宗时）
- 楊守訥（唐高宗时）
- 李弘敏（684年－？）
- 劉延嗣（垂拱年间）
- 雲弘胤（永昌年间）
- 慕容知晦（圣历年间）
- 蘇瓌（武周时）
- 皇甫知常（武周时）
- 李上義（武周时）
- 馮蹇（武周时）
- 竇總（武周时）
- 李□道（武周、唐中宗时）
- 崔諤之（景龙年间）
- 楊隆禮（景龙、景云年间）
- 裴談（景云年间）
- 楊執一（712年－？）
- 陸餘慶（713年－？）
- 鄭休遠（？－723年）
- 韋湊（723年）
- 杨承令（725年，未任）
- 唐九徵（开元年间）
- 李道堅（开元年间）
- 李暹（732年－？）
- 崔珪（开元年间）
- 西河郡太守
- 蕭晉（至德年间）
- 崔圓（760年－761年）
- 李勉（762年）
- 唐旻（永泰末年）
- 賈耽（772年－779年）
- 王翃（779年－781年）
- 劉暹（781年－783年）
- 李再春（783年－？）
- 李說（？－787年）
- 董叔經（贞元年间）
- 裴向（贞元末年）
- 段某（807年—809年）
- 崔弘禮（權知州事，817年－818年）
- 楊元卿（約818年－820年）
- 楊潛（821年－823年）
- 崔恭（长庆年间）
- 薛從（大和年间）
- 李漢（835年）
- 魏謩（会昌初年）
- 李丕（？－844年）
- 楊倞（844年－？）
- 鄭祗德（大中初年）
- 張靜（大中年间）
- 崔駢（856年見任）
- 崔福（876年－？）
- 王重盈（乾符年间）
- 崔圢
- 田某
- 李承嗣（884年）[25]
- 康君立（888年－890年）[26]
- 李存孝（890年－891年）[27]
- 伊廣（光启年间）[26]
- 李存勗（天祐初年，遥領）[28]
- 孟遷（891年－899年）[29]
- 李瑭（899年－901年）[29]
- 王邺（天祐年间）

五代十國汾州刺史（907年－979年）
- 李存璋（914年－916年）[30]
- 李承約[31]
- 李存渥（？－923年）[32]
- 李霓（後唐時贈）[33]
- 符彥超（924年－926年）[34]
- 康義誠（926年－？）[35]
- 周光輔[34]
- 董希顏（兼任防禦使，？－954年）[36]
- 段常（961年）[37]
- 蔚進盧（兼任節度使，？－979年）[38]

北宋知汾州軍州事（979年－1126年）
- 溫仲舒（太宗時）[39]
- 蔣偕（仁宗時）[40]
- 向綜[41]
- 張確（？－1125年）[42]
- 張克戩（1125年－1126年）[42]

金朝知汾州軍州事（1126年－1129年）
- 郭企忠（1126年－1128年）[43]

金朝汾陽軍節度使兼汾州管內觀察使（1129年－1218年）
- 徒單況者[44]
- 烏古論蒲魯虎（海陵王時）[45]
- 紇石烈志寧（海陵王時）[46]
- 龐迪（1160年－1161年）[47]
- 許安仁（章宗時）[48]
- 胥鼎（1214年）[49]
- 烏古論德升（宣宗時）[50]
- 粘割貞（？－1216年）[50]
- 兀顏訛出虎（？－1218年）[50]
- 抹撚胡魯剌（1218年）[51]

明朝汾州知州（1369年－1595年）
- 茆志道（1375年出任）
- 紀正（1402年出任）
- 張軏（1403年出任）
- 王賓（1405年出任）
- 李善（正統時）
- 葉穆（天順時）
- 閻鐸（1458年出任）
- 伍琇（天順時）
- 畢用（1473年出任）
- 耿昇（1475年出任）
- 徐敬（1487年出任）
- 鄧真（1489年出任）
- 海鯉（1491年出任）
- 張恕（弘治時）
- 程觀（1495年出任）
- 安鵬（1498年出任）
- 劉杲（1501年出任）
- 武衢（1503年出任）
- 王勳（1510年出任）
- 李棠（1513年出任）
- 伍箕（1515年出任）
- 紀勛（1517年出任）
- 郁浩（1519年出任）
- 何賢（1521年出任）
- 張鉞（1522年出任）
- 郭鑑（1523年出任）
- 吳潮（1529年出任）
- 王正宗（1531年出任）
- 魏珏（1532年出任）
- 王確（1533年出任）
- 劉坤（1536年出任）
- 張琯（1540年出任）
- 曹寵（1543年出任）
- 李當（1549年出任）
- 陳秉忠（1551年出任）
- 李賀（1556年出任）
- 張潮憲（1557年出任）
- 吳道南（1562年出任）
- 王大經（1565年出任）
- 齊宗堯（1566年出任）
- 甯策（1568年出任）
- 鄭逢時（1571年出任）
- 周鐸（1573年出任）
- 杭朝望（1574年出任）
- 張一敬（1575年出任）
- 董選（1579年出任）
- 白夏（1582年出任）
- 周文耀（1586年出任）
- 劉衍疇（1591年出任）[52]